# ويلهلم ويرث
ويلهلم ويرث (بالألمانية: Wilhelm Wirth)‏ هو عالم نفس وأستاذ جامعي ألماني، ولد في 26 يوليو 1876 في لايبزيغ في ألمانيا، وتوفي في 13 يوليو 1952 في آمبرغ في ألمانيا.